# Jean-François van Boxmeer
Jean-François Van Boxmeer (Elsene, 12 september 1961) is een Belgische topfunctionaris. Van Boxmeer is bestuursvoorzitter (CEO) van Heineken. Hij werd in 2012 door leden van de Nederlandse Vereniging van Effectenbezitters verkozen tot topman van het jaar.

## Loopbaan
In 1984 behaalde hij een Mastergraad in de economie aan de Facultés Universitaires Notre-Dame de la Paix in Namen. 
Daarna startte hij als trainee bij Heineken. Via Rwanda, Congo, Polen en Italië klom hij in 2001 op tot de raad van bestuur van het bedrijf. Op 1 oktober 2005 werd hij benoemd tot bestuursvoorzitter. In februari 2020 maakte hij zijn aftreden bekend. Hij heeft vijftien jaar Heineken geleid. Op 1 juni 2020 wordt zijn positie overgenomen door Dolf van den Brink. 
In 2020 is van Boxmeer benoemd tot niet-uitvoerend bestuurslid, en later in het jaar voorzitter, van Vodafone.